# Grijsbrauwbreedbek
De grijsbrauwbreedbek (Serilophus rubropygius) is een zangvogel uit de familie Eurylaimidae (breedbekken en hapvogels). De vogel werd in 1839 door de Britse natuuronderzoeker Brian Houghton Hodgson geldig beschreven.

## Taxonomie
Hoewel de vogel als aparte soort werd beschreven, werd dit taxon lang beschouwd als een ondersoort van de wenkbrauwbreedbek (S. lunatus). Op grond van verschillen in uiterlijke kenmerken en verschillen die het gevolg kunnen zijn van parapatrische soortvorming is de soortstatus (weer) verdedigbaar.

## Kenmerken
De vogel is 16 tot 17 cm lang. Deze breedbek heeft een grijze kop met een brede zwarte wenkbrauwstreep. Rond het oog is een smalle gele oogring. De buik en borst zijn ook grijs gekleurd. De helderblauwe vlek op de slagpennen is veel kleiner dan bij de wenkbrauwbreedbek.

## Verspreiding, leefgebied en status
Deze soort komt voor in noordoostelijk India en het verspreidingsgebied loopt vervolgens door tot in noordoostelijk Myanmar.
De leefgebieden van de vogel liggen in tropisch en subtropisch natuurlijk bos, zowel in heuvel- als in bergland op hoogten tussen 300 en 2000 meter boven zeeniveau. Minder vaak wordt de vogel in agrarisch gebied aangetroffen.
De populatiegrootte is niet gekwantificeerd. BirdLife International erkent de soortstatus niet, daarom heeft de vogel geen vermelding op de Rode Lijst van de IUCN.